# X (에드 시런의 음반)
| 전문가 평가         | 전문가 평가 |
| 총 점수             | 총 점수     |
| 출처                | 점수        |
| ------------------- | ----------- |
| 메타크리틱          | 67/100      |
| 평가 점수           |             |
| 출처                | 점수        |
| The A.V. Club       | B           |
| AllMusic            | [ 2 ]       |
| The Daily Telegraph | [ 9 ]       |
| Drowned in Sound    | 4/10        |
| The Guardian        | [ 11 ]      |
| The Independent     | Negative    |
| The Observer        | [ 6 ]       |
| Rolling Stone       | [ 3 ]       |
| Time Out            | [ 13 ]      |
| USA Today           | [ 14 ]      |

《×》("멀티플라이"라고 발음)는 영국의 싱어송라이터 에드 시런의 두 번째 스튜디오 음반이다. 2014년 6월 20일, 오스트레일리아와 뉴질랜드에서 발매되었으며, 6월 23일, 어사일럼 레코드 및 애틀랜틱 레코드를 통해 전 세계에 발매되었다. 이 음반은 음악 비평가들로부터 긍정적인 평가를 받았다. 이 음반은 영국 음반 차트와 미국 빌보드 200에서 모두 1위를 차지하면서 15개국에서 1위를 차지하면서 국제적인 상업적 성공을 거두었다. 《×》는 다른 7개국에서도 톱 5에 올랐고 호주, 뉴질랜드, 아일랜드, 영국에서 2014년 가장 많이 팔린 음반이었다. 이 음반에서는 〈Sing〉, 〈Don't〉, 〈Thinking Out Loud〉, 〈Bloodstream〉(루디멘털와의 공동 작업), 〈Photograph〉 등 5개의 싱글이 발매되었다.
리드 싱글인 〈Sing〉은 시런의 첫 번째 영국 1위 곡이 되었고, 미국에서 13위에 올랐고, 몇몇 다른 나라에서 톱 10 안에 들었다. 두 번째 싱글인 〈Don't〉는 영국에서 8위, 미국 빌보드 핫 100에서 9위로 정점을 찍었고, 미국에서 시런의 첫 톱 10 싱글이 되었다. 이 음반의 세 번째 싱글인 〈Thinking Out Loud〉는 12개국에서 1위를 정점으로 국제적인 성공을 거두었고, 12개국에서는 5위 안에 들었다. 이 곡은 시런의 두 번째 영국 1위 싱글이 되었고 영국에서 백만 장 이상의 판매고를 올리며 3배 플래티넘 인증을 받았다. 〈Thinking Out Loud〉는 또한 빌보드 핫 100에서 2위를 정점으로 그 당시 미국에서 가장 큰 히트를 쳤으며, 1위로 데뷔한 〈Shape of You〉를 발표했다. 이 음반은 미국에서만 4백만 장 이상의 판매고를 올리며 4배 플래티넘 인증을 받았다. 이 음반의 네 번째 싱글인 〈Bloodstream〉의 리믹스는 영국 싱글 차트에서 2위로 정점을 찍었고, 《×》부터 4년 연속 시런의 모국에서 톱 10에 진입한 싱글이 되었다. 〈Photograph〉는 이 음반의 다섯 번째이자 마지막 싱글로 발매되었다. 이 음반은 호주와 뉴질랜드에서 각각 9위와 8위로 정점을 찍은 그의 5년 연속 톱 10 싱글을 선사했다.

## 배경 및 녹음
"수백곡"의 곡을 쓴 시런은 릭 루빈과 함께 스튜디오에 들어갔고, 그들은 〈I See Fire〉를 제외하고 음반에 수록된 15곡의 신곡으로 줄였다. 《호빗: 스마우그의 폐허》의 사운드트랙에 수록되었다. 시런은 루빈과 베니 블랑코와 같은 프로듀서들과 함께 작업한 영향 때문에 "또 다른 어쿠스틱 음반을 만들기 시작했고, 그것은 네오 소울 펑크 음반으로 변했다"고 말했다. 시런이 지겨워하던 시기에 루빈과 함께 2년 동안 모든 곡을 다시 녹음하기 위해 스튜디오에 들어간 것은 곡들이 "원초적이고 흥미롭게" 들리게 했고, 그에게 "그냥 음반을 내는 것이 아니라 실제로" 음반을 만들 기회를 주었다. 그러나 루빈과 함께 음반 전체를 작업하는 것은 "팝 라디오에서 일하지 않을 것"이라면서 루빈과 작업한 후, 그는 다른 프로듀서와 함께 그의 여자친구에 대한 곡인 〈I'm a Mess〉와 〈Thinking Out Loud〉를 작곡했다. 시런의 데뷔 음반 대부분을 공동 작업, 프로듀싱한 제이크 고슬링은 이 음반에 대한 작사 크레딧이 없으며, 스노 패트롤의 게리 라이트보디와 영국의 드럼 앤 베이스 밴드 루디멘털도 새로 합류했다.

## 커버 아트 및 포장재
유튜브의 라이브 웹캐스트에서 시런은 "그의 모든 레코드는 단지 컬러일 뿐일지라도 테마를 가지고 있어야 한다고 느낍니다. 첫번째 것은 주황색이었고, 내내 그가 하는 모든 것은 주황색이었습니다. 이 작품은 전체적으로 녹색이 될 것이고, 그가 하는 모든 일은 삽화 면에서 녹색이 될 것입니다." 그는 콜드플레이를 이에 대한 영향력으로 꼽았는데, 그들은 "향후 2년 동안" 발표하는 각 음반의 이미지를 고수하고 있기 때문이다.
그 음반의 실제 버전은 녹색 쥬얼 케이스로 포장되어 있다.

## 상업적 성과
《×》는 영국에서 시런의 두 번째 1위 음반이 되면서 영국 음반 차트에서 1위로 데뷔했다. 이 음반은 발매 첫 주에 18만 장이 팔려 콜드플레이의 《Ghost Stories》를 제치고 2014년 가장 빨리 팔린 음반이 되었다. 그것은 영국에서 12주 연속 1위를 차지했는데, 2011년 아델의 《21》 이후 가장 긴 1위였다. 《×》는 영국에서 2014년 가장 많이 팔린 음반으로, 1,689,000장 이상이 팔렸고, 다섯 번이나 플래티넘을 기록했다. 2015년 12월 현재 이 음반은 영국에서 266만 장이 팔렸다. 이 음반은 74주 연속 톱 10 안에 들며 21주의 71주 기록을 넘어섰다.
미국에서, 이 음반은 빌보드 200에서 첫 주 21만 장의 판매로 1위로 데뷔했고, 미국에서 시런의 첫 번째 1위 음반이 되었다. 게다가, 시런은 2014년에 팝 음반의 두 번째로 큰 데뷔작이자 올해 전체로는 네 번째로 큰 데뷔작이었다. 2015년 12월, 이 음반은 미국 음반 산업 협회로부터 200만 장의 음반 출하량에 대해 더블 플래티넘 인증을 받았다. 그것은 2016년 2월에 200만 장이 팔렸다. 2017년 7월까지 이 음반의 트랙들은 미국에서 15억 1천만 개 이상의 주문형 오디오 스트림을 축적했다. 캐나다에서 이 음반은 캐나다 음반 차트에서 1위로 데뷔했고, 2주째에는 7,000장이 팔려 1위를 지켰다. 이 음반은 캐나다에서 올해 네 번째로 많이 팔린 음반이 되었으며, 그 해 동안 133,000장이 팔렸다.
호주에서 《×》는 8주 연속 1위를 차지했고 49만 장이 팔렸다. 2015년 10월까지 이 음반은 발매 이후 차트 상위 10위권을 벗어나지 못했다. 2015년 11월, 《×》는 오스트레일리아 음반 산업 협회에 의해 다이아몬드 인증을 받은 첫 번째 음반이 되었는데, 이 카테고리는 50만 장 이상의 판매를 나타내는 새롭게 만들어진 카테고리이다. 《×》는 아일랜드 톱 10에서 3년 (156주) 이상을 보냈고, 마지막 1위는 137위, 덴마크, 뉴질랜드, 호주 톱 10에서 2년 (104주) 이상을 보냈다. 이 음반은 호주, 덴마크, 아일랜드 (2014년부터 2017년까지 매 년 1위), 영국 (2014년부터 2017년까지), 네덜란드, 뉴질랜드, 노르웨이, 스웨덴에서 4년 연속 톱 10에 진입했다.
국제 음반 산업 협회에 따르면, 《×》는 2014년에 440만 장, 2015년에 350만 장이 팔려 각각 세 번째와 두 번째로 많이 팔린 음반이 되었다.

## 곡 목록
| #   | 제목                  | 작사·작곡                                  | 프로듀서                 | 재생 시간 |
| --- | --------------------- | ------------------------------------------ | ------------------------ | --------- |
| 1.  | 〈One〉               | 에드 시런                                  | 제이크 고슬링            | 4:12      |
| 2.  | 〈I'm a Mess〉        | 시런                                       | 고슬링                   | 4:04      |
| 3.  | 〈Sing〉              | 시런, 퍼렐 윌리엄스                        | 윌리엄스                 | 3:55      |
| 4.  | 〈Don't〉             | 시런, 베니 블랑코                          | 릭 루빈, 블랑코          | 3:39      |
| 5.  | 〈Nina〉              | 시런, 조니 맥다이드                        | 고슬링                   | 3:45      |
| 6.  | 〈Photograph〉        | 시런, 맥다이드, 마틴 해링턴, 토마스 레너드 | 제프 배스커, 에밀 헤이니 | 4:19      |
| 7.  | 〈Bloodstream〉       | 시런, 맥다이드, 게리 라이트보디, 루디멘털  | 루빈                     | 5:00      |
| 8.  | 〈Tenerife Sea〉      | 시런, 맥다이드, 포이 밴스                  | 루빈                     | 4:01      |
| 9.  | 〈Runaway〉           | 시런, 윌리엄스                             | 윌리엄스                 | 3:25      |
| 10. | 〈The Man〉           | 시런                                       | 고슬링                   | 4:10      |
| 11. | 〈Thinking Out Loud〉 | 시런, 에이미 워지                          | 고슬링                   | 4:41      |
| 12. | 〈Afire Love〉        | 시런, 맥다이드, 밴스                       | 맥다이드                 | 5:14      |

| #   | 제목                           | 작사·작곡      | 프로듀서 | 재생 시간 |
| --- | ------------------------------ | -------------- | -------- | --------- |
| 13. | 〈Take It Back〉               | 시런, 맥다이드 | 루빈     | 3:28      |
| 14. | 〈Shirtsleeves〉               | 시런           | 고슬링   | 3:09      |
| 15. | 〈Even My Dad Does Sometimes〉 | 시런, 워지     | 고슬링   | 3:48      |
| 16. | 〈I See Fire〉                 | 시런, 맥다이드 | 맥다이드 | 3:55      |

## 인증
| 국가                                                                                         | 인증         | 판매량/출하량 |
| -------------------------------------------------------------------------------------------- | ------------ | ------------- |
| 오스트레일리아 (ARIA)                                                                        | 9× 플래티넘  | 630,000^      |
| 오스트리아 (IFPI 오스트리아)                                                                 | 2× 플래티넘  | 30,000*       |
| 벨기에 (BEA)                                                                                 | 골드         | 10,000        |
| 캐나다 (뮤직 캐나다)                                                                         | 8× 플래티넘  | 640,000       |
| 덴마크 (IFPI Danmark)                                                                        | 8× 플래티넘  | 160,000       |
| 핀란드 (Musiikkituottajat)                                                                   | 플래티넘     | 19,618        |
| 프랑스 (SNEP)                                                                                | 2× 플래티넘  | 200,000*      |
| 독일 (BVMI)                                                                                  | 다이아몬드   | 750,000       |
| 헝가리 (MAHASZ)                                                                              | 플래티넘     | 2,000^        |
| 이탈리아 (FIMI)                                                                              | 3× 플래티넘  | 150,000       |
| 멕시코 (AMPROFON)                                                                            | 골드         | 30,000^       |
| 뉴질랜드 (RMNZ)                                                                              | 13× 플래티넘 | 195,000       |
| 노르웨이 (IFPI 노르웨이)                                                                     | 골드         | 15,000*       |
| 폴란드 (ZPAV)                                                                                | 다이아몬드   | 100,000       |
| 포르투갈 (AFP)                                                                               | 플래티넘     | 15,000^       |
| 싱가포르 (RIAS)                                                                              | 3× 플래티넘  | 30,000*       |
| 스페인 (PROMUSICAE)                                                                          | 골드         | 20,000        |
| 스웨덴 (GLF)                                                                                 | 플래티넘     | 40,000        |
| 스위스 (IFPI 스위스)                                                                         | 2× 플래티넘  | 40,000^       |
| 영국 (BPI)                                                                                   | 12× 플래티넘 | 3,550,000     |
| 미국 (RIAA)                                                                                  | 4× 플래티넘  | 2,170,000     |
| 요약                                                                                         |              |               |
| 유럽 (IFPI)                                                                                  | 2× 플래티넘  | 2,000,000*    |
| *판매량을 기반으로 한 인증 · ^출하량을 기반으로 한 인증 · 판매량+스트리밍을 기반으로 한 인증 |              |               |